# Municipio de Menallen (condado de Adams)
El municipio de Menallen (en inglés: Menallen Township) es un municipio ubicado en el condado de Adams en el estado estadounidense de Pensilvania. En el año 2000 tenía una población de 2974 habitantes y una densidad poblacional de 26.8 personas por km².

## Geografía
El municipio de Menallen se encuentra ubicado en las coordenadas 39°59′00″N 77°14′29″O / 39.98333, -77.24139.

## Demografía
Según la Oficina del Censo en 2000 los ingresos medios por hogar en la localidad eran de $41 404 y los ingresos medios por familia eran $43 615. Los hombres tenían unos ingresos medios de $30 786 frente a los $23 523 para las mujeres. La renta per cápita para la localidad era de $17 415. Alrededor del 8,4% de la población estaban por debajo del umbral de pobreza.